# Evciler, Pınarhisar
Evciler là một xã thuộc huyện Pınarhisar, tỉnh Kırklareli, Thổ Nhĩ Kỳ. Dân số thời điểm năm 2011 là 278 người.